# Дівна Векович
Дівна Векович (1886 р. —1944 р.) — перша акушерка й лікар в Чорногорії, доктор літератури, перший перекладач Петра ІІ Нєґоша з французької мови, авторка французько-сербського словника.

## Життєпис
Дівна Векович народилася 1886 року в селі Лузак поблизу Беране, вона була шостою з семи дітей Уроса та Толи Вековичів. Закінчила початкову школу в монастирі Джурджеві Ступови, а потім початкову школу в Скоп'є та Інститут для дівчат на Цетинє. Немає достовірної інформації про її сімейне життя.

## Шкільне навчання
Як надзвичайно талановиту студентку, принц Ніколас відправив Дівну Векович на навчання до Парижа і присудив їй стипендію Князівства Чорногорії. Освіта, яку вона отримала у Франції, включала однорічне навчання в школі Баб'єна в Ам'єні, другий, заключний, клас у Медичній школі Сорбонни та дворічну школу стоматологів, закінчену в 1917 р. у Парижі. Дівна Векович була членом Міжнародного Червоного Хреста. Вона повернулася до Чорногорії в 1939 році. Від навчання у Франції до повернення в основному залишалася в Парижі, вдосконалюючи свої знання французької мови.
Є офіційна інформація про закінчення занять з акушерства та стоматології, однак офіційної примітки про стипендію на навчання в Сорбонні та зарахування до медичної школи немає. Цю інформацію надають члени її найближчої родини, а документація, яку зберігала Дівна Векович, була знищена в 1945 році.
У 1926 році захистила докторську дисертацію з літератури в Белграді.

## Літературна робота
Дівна Векович переклала «Гірський вінок» з чорногорської на французьку мову в 1917 році. Передмова до французького видання була написана французьким письменником і академіком Anri де Renjije (Анрі де Реньє). Вдячний за її заслуги, князь Микола нагородив її пам'ятною брошурою, виконаною із золота та платини із зображенням Ягоса. Це була нагорода, яку вручали високопоставленим жінкам, і на яку, за деякими джерелами, найбільше заслуговувала принцеса Мілена. Вона є автором двох словників французької мови, французької граматики та книги «Кров Уміра» (1931). Крім того, займалася колекціонуванням народного мистецтва, звичаїв, костюмів у Васоєвичах та Чорногорії.

## Взаємодія під час воєн
Будучи студенткою Сорбонни, Дівна Векович відзначилася медиком та гуманістом у Першій світовій війні. Вона в 1918 році була волонтеркою під час бойових дій на Салонічному фронті. Також була поранена на Солунському фронті. Після війни вона присвятила себе освіті сербських і чорногорських дітей, які виховувались у Франції.
Дівна Векович жила і працювала в Парижі понад тридцять років. У 1939 році вона повернулася до Югославії, де залишилася через розпочату війну. Під час Другої світової війни взяла участь у службі охорони здоров'я в Чорногорії. Вона працювала у своєму рідному місті, піклуючись про хворих, поранених та бідних. З 1943 року вона працювала діловодом у Центрі здоров'я Беране.
Окрім професійних занять, Дівна займалася також освітою жінок у районі Беране. З 1941 року до кінця війни писала для Голосу Чорногорського. На початку війни, як експерт з іноземних мов, вона брала участь у переговорах.

## Смерть
Дівна Векович слідувала політичним ідеям короля-біженця і була лояльною до національних цілей сербського народу. Вона була прихильником монархічної системи. Її старший брат Панто Векович, священик за освітою та професією, брав участь у політичних справах Беране разом із групою чоловіків Васоевича, які займали значні соціальні функції під час османського правління.
Під кінець війни, коли італійці відступили до Албанії, а партизани здійснили рейд та звільнили Підгорицю, пролунав голос про те, що всі громадяни, які не приєдналися до партизанів, будуть піддані судовій справі. Дівну вбили під час втечі в 1944 році. У той час як в історіографії є відомості, що вона померла в кінці Другої світової війни, при невідомих обставинах. Є ще повідомлення про те, що вона стала жертвою подій в Зіданом Мосту, в якому без суду страчено десятки тисяч людей з Сербії, Чорногорії та Хорватії, які опинилися в цих місцях.

## Подяки та відзнаки
У 2017 році, крім монастиря Джурджевих ступових, відкрилася Національна кухня, яка символічно прийняла ім'я Дівна Векович.